# Instituto Camões
El Instituto Camões es una institución creada para proponer y ejecutar la política de cooperación portuguesa, así como la promoción de la lengua portuguesa y de su cultura por todo el mundo.

## Historia
El Instituto Camões fue creado en 1992 como sucesor del Instituto da Cultura e Língua Portuguesa bajo la supervisión del Ministerio de Asuntos Exteriores de Portugal, y actualmente tiene una autonomía tanto administrativa como patrimonial. Hoy día, el Instituto está presente en más de 30 países, creando en ellos tanto Centros de Língua Portuguesa como Centros culturais portugueses (en los primeros se enseña el idioma y en los segundos la cultura y tradiciones de Portugal).
Este instituto integra tanto las políticas de cooperación internacional propias de la española AECID o de la alemana GIZ, como las de promoción cultural y lingüística, en cuyo ámbito es equivalente al Instituto Cervantes español, la Società Dante Alighieri italiana, la Alliance Française francesa, el British Council británico o el Goethe-Institut alemán. Todos ellos trabajan para divulgar sus respectivas culturas por todo el mundo, favoreciendo así el conocimiento de algunas de las principales lenguas europeas, hecho por el cual se les ha otorgado el Premio Príncipe de Asturias de Comunicación y Humanidades del año 2005.

## Centros de Lengua
Los Centros de Lengua Portuguesa del Instituto (Centros de Língua Portuguesa o CLP) son centros cuyo propósito es promover la lengua portuguesa, así como cooperar con diferentes países diferentes en el campo de la educación.

### Localizaciones
- Alemania: Hamburgo
- Angola: Benguela y Lubango
- Argentina: Buenos Aires
- Chile: Santiago de Chile
- Cabo Verde: Praia
- Corea del Sur: Pusan (Instituto Português do Oriente)
- España: Barcelona, Cáceres, Madrid y Vigo[2]
- Estados Unidos: Newark
- Francia: Lille, Lyon, y Poitiers
- Guinea-Bissau: Bissau
- Hungría: Budapest
- India: Goa
- Indonesia: Yakarta (Instituto Português do Oriente)
- México: Ciudad de México
- Mozambique: Beira, Maputo y Nampula
- Polonia: Lublin
- Reino Unido: Newcastle y Oxford
- República Checa: Praga
- Rumanía: Bucarest
- Santo Tomé y Príncipe: Santo Tomé
- Sudáfrica: Johannesburgo
- Timor Oriental: Dili
- Túnez: Ciudad de Túnez
- Venezuela: Caracas

En la actualidad, se están estableciendo nuevos centros en París, Dakar, Poitiers, Windhoek, Amberes, Estocolmo, Viena, y en la sede de la Unión Africana en Addis Abeba y de la Comunidad Económica de los Estados de África Occidental en Abuya.

## Centros culturales
Los centros culturales portugueses del Instituto (Centros culturais portugueses) son centros cuyo objetivo es la promoción de las relaciones culturales entre Portugal y otros países, especialmente en aquellos con los que Portugal guarda fuertes lazos históricos y culturales.

### Localizaciones
- Angola (Luanda)
- Brasil (Brasilia, São Paulo)
- China (Pekín)
- Cabo Verde (Praia, Mindelo)
- Francia (París)
- Guinea-Bisáu (Bissau)
- India (Nueva Delhi)
- Japón (Tokio)
- Luxemburgo (Luxemburgo)
- Marruecos (Rabat, Casablanca)
- Mónaco (Mónaco)
- Mozambique (Maputo, Beira)
- Santo Tomé y Príncipe (Santo Tomé, Isla de Príncipe)
- Tailandia (Bangkok)
- Timor Oriental (Dili)

Existen delegaciones en Berlín (Alemania), Bruselas (Bélgica) y Vigo (España).

## Lectorados
Además cuenta con una extensa red de lectorados de portugués repartidos por el mundo, como en la Universidad Nacional de Guinea Ecuatorial.

## Origen del nombre
El Instituto Camões se llamó así en honor a Luís de Camões, el escritor más conocido y de más renombre de Portugal.